# ネザミスリツェ - オロモウツ線
ネザミスリツェ - オロモウツ線（チェコ語;Železniční trať Nezamyslice–Olomouc）は、チェコ国鉄の鉄道線の名称である。路線番号は301。
ブルノとオロモウツ・シュンペルクを結ぶ役割を担っている。なお、2020年度のみ、路線番号が270であった。

## 歴史
1870年、皇帝フェルディナント北部鉄道の路線として開業した。
1993年1月1日この路線はチェコスロバキア解体の際に新生のチェコ鉄道（České dráhy, ČD）に引き受けられた。ネザミスリツェ - オロモウツ間は1993年に電化された。

## 運行形態

### 特急「リフリーク(R)」
プラハ - ブルノ - ネザミスリツェ - オロモウツ - シュンペルク/イェセニーク間に、2時間に1本運行している。ネザミスリツェ以南は300号線に、オロモウツ以北は270号線に直通する。

### 快速「スピェシニー(Sp)」
- (ネザミスリツェ → ) プロスチェヨフ - オロモウツ　【平日運行】
一日あたり、3.5往復の運行。ほとんどがプロスチェヨフ以北の運行で、ネザミスリツェ始発は一日片道1本のみの運行となる。
過去の運行形態
2019年以前は、一日3往復の運行であった。うち、朝の南行1本はシュンペルク発ブルノ行で、特急停車駅とピヴィーンに停車していた。
2020年度に一日2往復に減便され、全てプロスチェヨフ以北の運行となった。
2023年度に、北行のみ一日1本の運行となった。
2024年度より、一日2.5往復の運行となった他、北行1本がネザミスリツェ始発となった。プロスチェヨフ以南は各駅停車となった。
2025年度より、一日3.5往復の運行となった。

### 普通
ネザミスリツェ～オロモウツ～コウティ間に、1時間に1本運行している。プロスチェヨフ以南は本数が少なく、1-2時間に1本の運行となる。オロモウツ以北は270号線に直通する。ネザミスリツェで、300号線プルジェロフ方面の普通と接続する。
2021年以前は、プロスチェヨフ - オロモウツ間ノンストップの列車も運行していた。2024年度以前は、プロスチェヨフ以北でも1-2時間に1本の運行であった。

## 駅一覧
以下では、チェコ国鉄301号線の駅と営業キロ、停車列車、接続路線などを一覧表で示す。
- 種別
  - R：特急
  - Sp：快速
  - Os：普通
- 停車駅
  - ■印：全列車停車
  - ●印：一部通過
  - ○印：一部停車
  - ｜印：全列車通過

| 路線名 | 駅名                           | 駅間営業キロ | 累計営業キロ    | 累計営業キロ           | R  | Sp | Os | 接続路線 | 所在地       | 所在地           |
| ------ | ------------------------------ | ------------ | --------------- | ---------------------- | -- | -- | -- | --- | ------------ | ---------------- |
| 270    | ネザミスリツェ駅               | -            | ブルノから 62.2 | ネザミスリツェから 0.0 | ■  | ■  | ■  | 300号線（オストラヴァ方面、ブルノ方面）                                                                                | オロモウツ州 | プロスチェヨフ郡 |
| 270    | ドロプラズィ駅                 | 2.2          | 64.4            | 2.2                    | ｜ | ■  | ■  | | オロモウツ州 | プロスチェヨフ郡 |
| 270    | ピヴィーン駅                   | 5.0          | 69.4            | 7.2                    | ｜ | ■  | ■  | | オロモウツ州 | プロスチェヨフ郡 |
| 270    | チェルチツェ駅                 | 2.8          | 72.2            | 10.0                   | ｜ | ■  | ■  | | オロモウツ州 | プロスチェヨフ郡 |
| 270    | ベヂホシチ駅                   | 3.8          | 76.0            | 13.8                   | ｜ | ■  | ■  | | オロモウツ州 | プロスチェヨフ郡 |
| 270    | プロスチェヨフ本駅             | 4.6          | 80.6            | 18.4                   | ■  | ■  | ■  | 306号線（ヅベル方面）、309号線（ナームニェスチ方面）                                                                   | オロモウツ州 | プロスチェヨフ郡 |
| 270    | ヴラホヴィツェ駅               | 2.6          | 83.2            | 21.0                   | ｜ | ｜ | ■  | | オロモウツ州 | プロスチェヨフ郡 |
| 270    | クラリチキ駅                   | 2.9          | 86.1            | 23.9                   | ｜ | ｜ | ■  | | オロモウツ州 | プロスチェヨフ郡 |
| 270    | ヴルバートキ駅                 | 2.1          | 88.2            | 26.0                   | ｜ | ｜ | ■  | | オロモウツ州 | プロスチェヨフ郡 |
| 270    | ブラテツ駅                     | 4.6          | 92.8            | 30.6                   | ｜ | ｜ | ■  | | オロモウツ州 | オロモウツ郡     |
| 270    | コジュシャニ駅                 | 1.4          | 94.2            | 32.0                   | ｜ | ｜ | ■  | | オロモウツ州 | オロモウツ郡     |
| 270    | ネミラニ駅                     | 2.4          | 96.6            | 34.4                   | ｜ | ｜ | ■  | | オロモウツ州 | オロモウツ郡     |
| 270    | オロモウツ・ノヴェー・サディ駅 | 1.9          | 98.5            | 36.3                   | ｜ | ｜ | ■  | | オロモウツ州 | オロモウツ郡     |
| 270    | オロモウツ本駅                 | 2.9          | 101.4           | 39.2                   | ■  | ■  | ■  | 270号線（プラハ方面、オストラヴァ方面） 275号線（セニツェ方面） 290号線（ウニチョフ方面）、310号線（ブルンタール方面） | オロモウツ州 | オロモウツ郡     |